# Gachlū
Gachlū (persiska: كَچَلو, گِچِرلو, گَچَلو, گچلو, Kachalū) är en ort i Iran.   Den ligger i provinsen Markazi, i den centrala delen av landet, 300 km sydväst om huvudstaden Teheran. Gachlū ligger 1 972 meter över havet och antalet invånare är 169.
Terrängen runt Gachlū är huvudsakligen kuperad, men åt sydost är den platt. Gachlū ligger nere i en dal.Runt Gachlū är det ganska tätbefolkat, med 139 invånare per kvadratkilometer. Närmaste större samhälle är Hendūdūr, 5,9 km norr om Gachlū. Trakten runt Gachlū består i huvudsak av gräsmarker.